# NGC 588
NGC 588 является областью H II в Галактике Треугольника. Она была открыта Генрихом Луи Д'Арре 2 октября 1861 года. Этот объект входит в число перечисленных в оригинальной редакции «Нового общего каталога».

## Характеристики
В NGC 592 происходят активные процессы звездообразования. Её возраст составляет приблизительно 4 млн лет. Общая масса области не превышает 100 масс Солнца.